# Kantemirovskaja

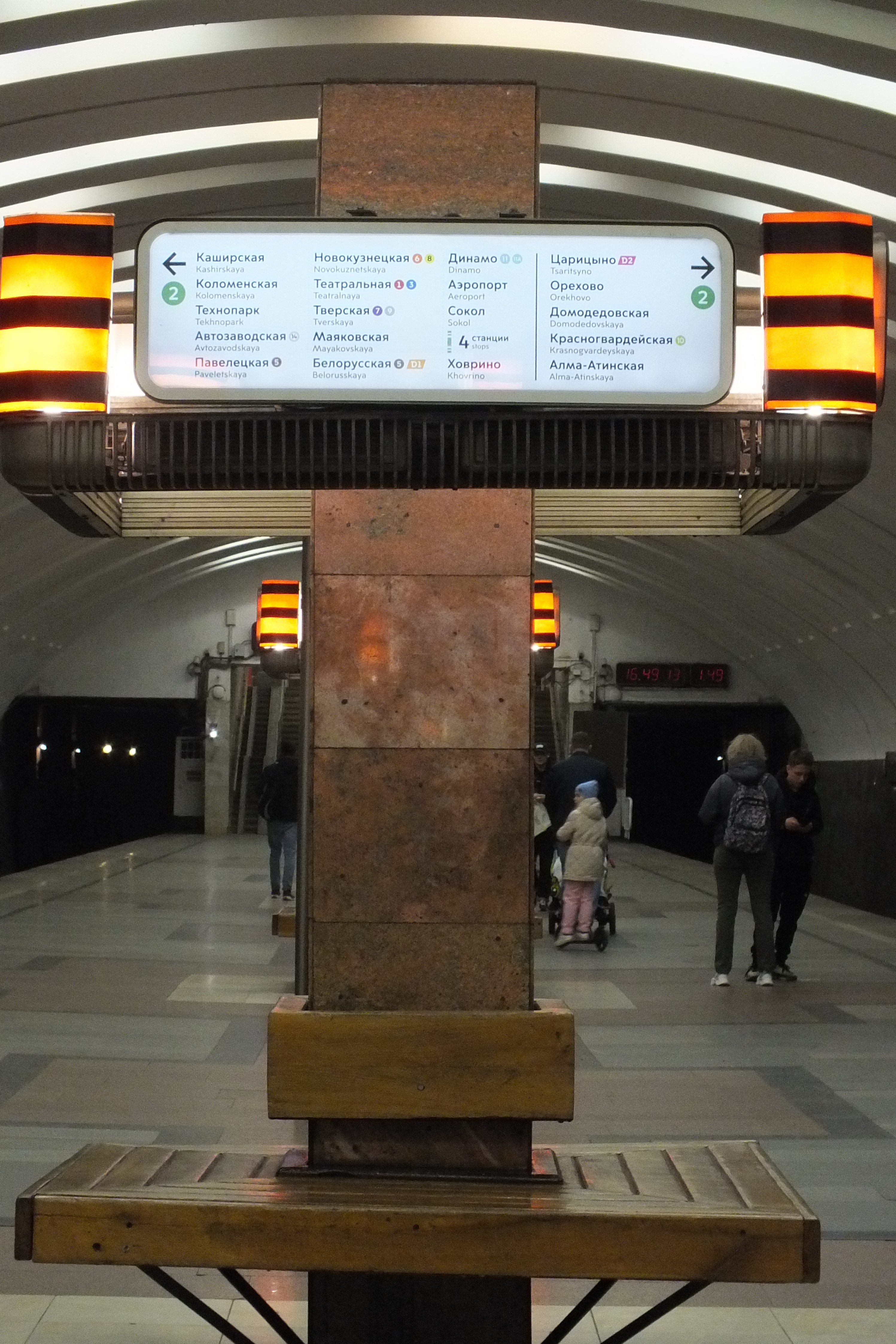
lampor ovanför bänkar

Kantemirovskaja (ryska: Кантемировская) är en tunnelbanestation på Zamoskvoretskajalinjen i Moskvas tunnelbana. 
Stationen är av typen valvkonstruktion, med bänkar och skyltar fästa vid rosa marmorpelare placerade längs plattformens centralaxel. Väggarna är belagda med brun marmor. En skulpturgrupp av A.P. Kibalnikov finns vid plattformens ena ände. 